# Rainbow Sentai Robin
Esquadrão Arco-Íris, ou Rainbow Sentai Robin (レインボー戦隊ロビン), é um Anime da Toei Animation criado pelo Shotaro Ishinomori e produzido em 1966.  Abrange 48 episódios e conta a história da luta do garoto Robin e seus amigos robôs contra a invasão dos alienígenas faltanos.